# Duivenbos
Het Duivenbos is een natuurreservaat in de Denderstreek in Zuid-Oost-Vlaanderen (België). Het 11 hectare grote natuurgebied ligt op het grondgebied van de gemeente Herzele (deelgemeente Sint-Antelinks). Het natuurgebied wordt beheerd door Natuurpunt Denderstreek en maakt deel uit van het Vlaams Ecologisch Netwerk.

## Landschap
Het natuurgebied ligt enigszins verscholen in een komvormig dal in een typisch Vlaamse Ardennen-landschap. Het bestaat uit oud cultuurlandschap met weides en natte- en droge bospercelen. Het oude bos aan de oostzijde is heuvelachtig en kent verscheidene bronnen. Het was eeuwenlang belangrijk voor de dorpsgemeenschap van Sint-Antelinks. Men haalde er drinkwater, kapte er hout en deed er aan kleinschalige landbouw. Er werden schapen gehoed en groenten geteeld. Er werd zelfs vlas geroot en in tijden van oorlog diende het bos als schuilplaats. Het reservaat bestaat uit twee delen: in het oudste gedeelte van ongeveer vijf hectare langs de oostzijde is er een reliëfrijk bronbos met een gedund populierenbestand en hier en daar opgaande essen. De onderbegroeiing bestaat uit eik, els, hazelaar en vlier.
Het tweede stuk bos van ongeveer zes hectare bestaat vooral uit verlaten kleine weilanden met meidoornhagen, deels beplant met populieren en deels overwoekerd door braamstruwelen. De weiden worden herbebost met es, eik en olm.

## Fauna
Het Duivenbos biedt onderdak aan allerlei diersoorten. Naast de ezels en runderen die worden ingezet om de grazige delen open te houden zijn er wilde zoogdieren zoals de vos en de eikelmuis. Er leven zang- en roofvogels en vleermuizen. Poelen doen dienst als kraamkamer voor amfibieën, waaronder verschillende soorten salamanders (kamsalamander)  en kikkers.

## Flora
Langs de beek groeien populieren en wilgen, bomen waarop de zeldzame paarse schubwortel parasiteert. Veel vroegere weides zijn overwoekerd door bramenstuiken. Ook zijn meidoornhagen, die vroeger als omheining hebben gediend, nog te herkennen in het landschap. Op veel plaatsen in het Duivenbos gebeurt de waterafvoer erg traag. In het hierdoor aanwezige natte biotoop worden zeldzame moerasplanten gevonden. In het gebied bloeien verder onder andere bosanemoon, daslook, bingelkruid, moesdistel, verspreidbladig goudveil, paarbladig goudveil, maagdenpalm, dagkoekoeksbloem en dotterbloem. Onder andere dankzij dood hout dat blijft liggen is het reservaat rijk aan paddenstoelen.

## Natuurbeleving
In het reservaat zijn twee verschillende bewegwijzerde wandelroutes (rode lus 5 kilometer en blauwe lus 3,5 kilometer) uitgezet die starten aan de kerk van Sint-Antelinks. Ook een lus van de bewegwijzerde provinciale 'Sint-Lievenswandelroute' en de Streek-GR Vlaamse Ardennen doen het reservaat aan.

## Afbeeldingen

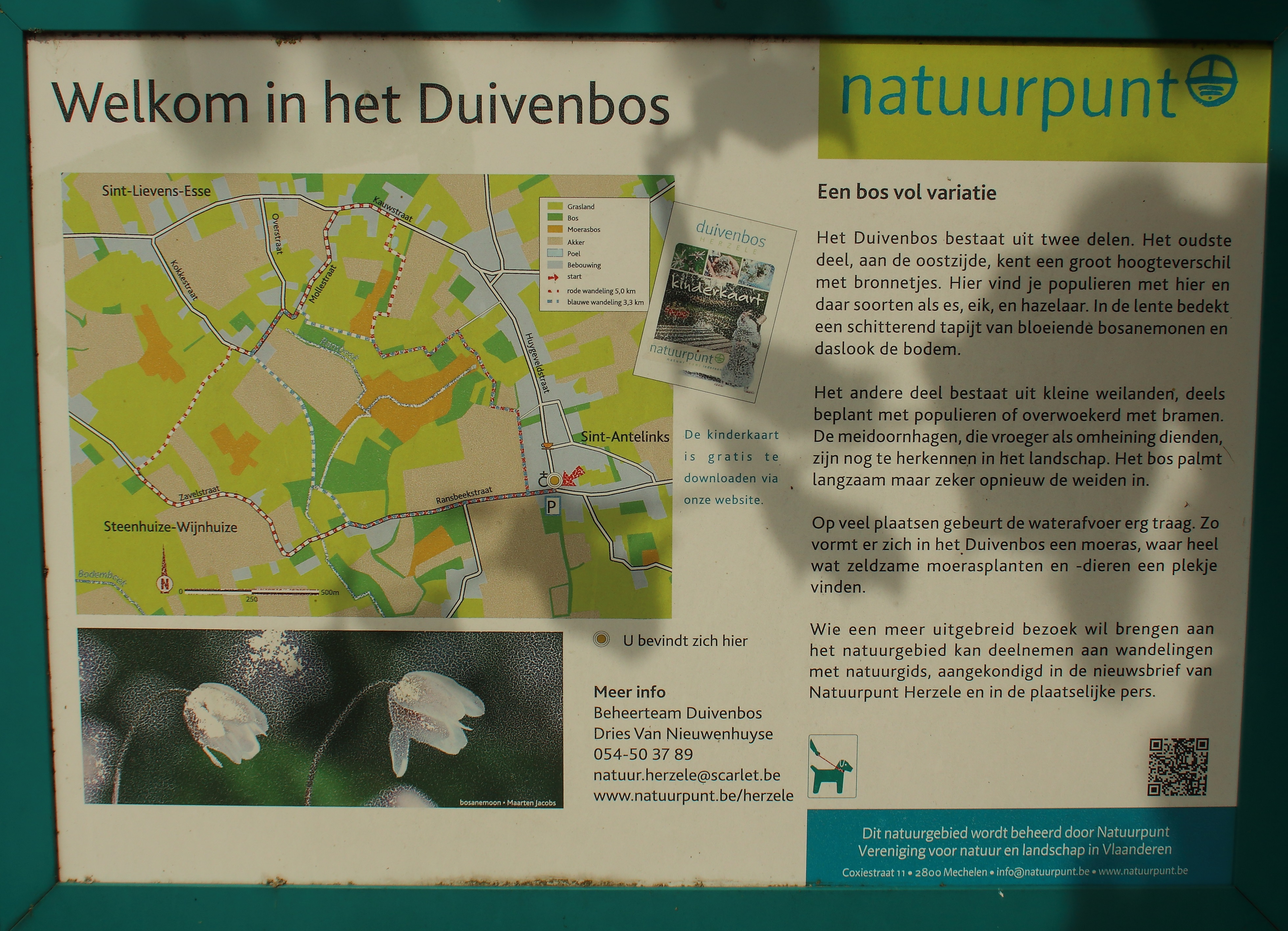
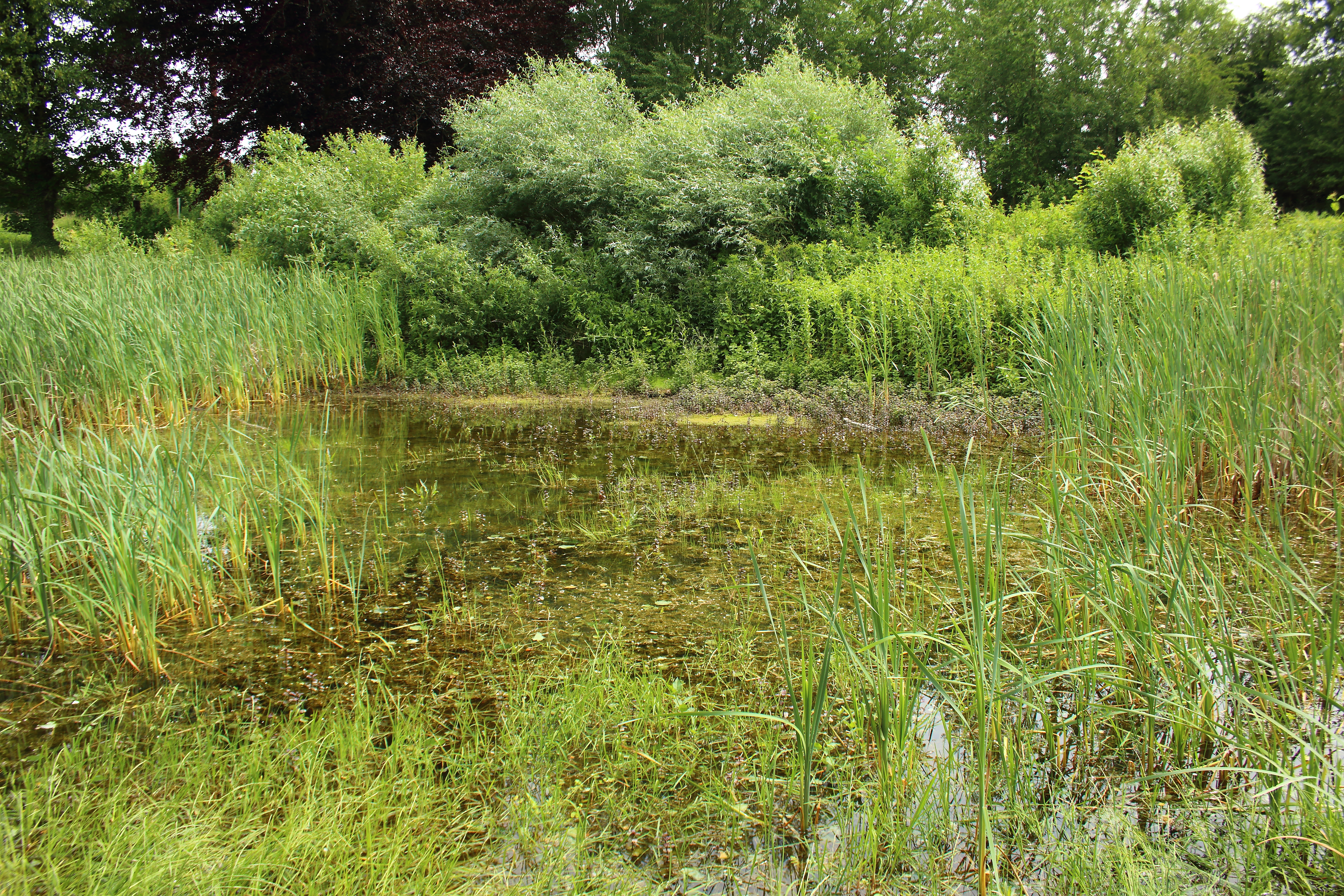
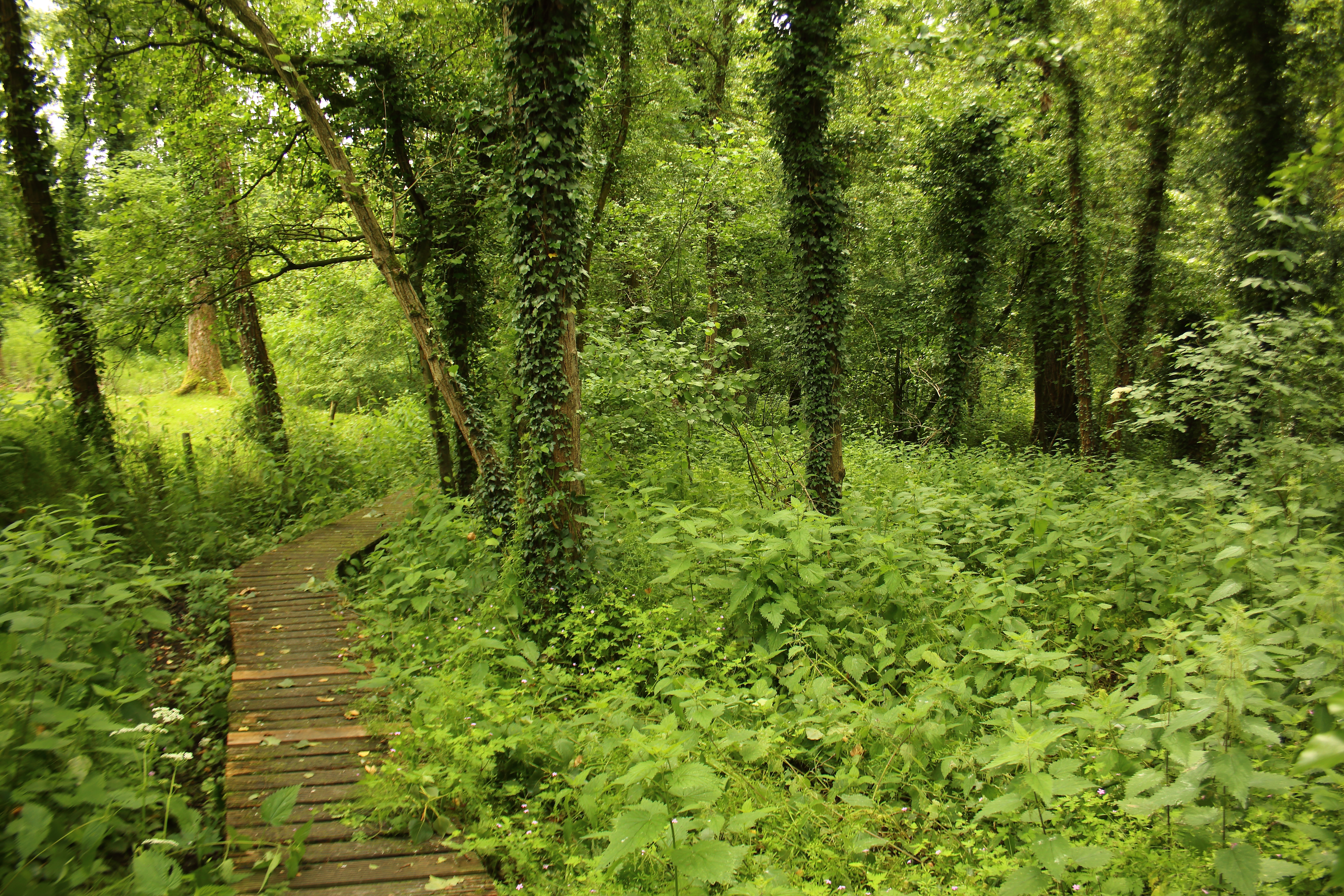
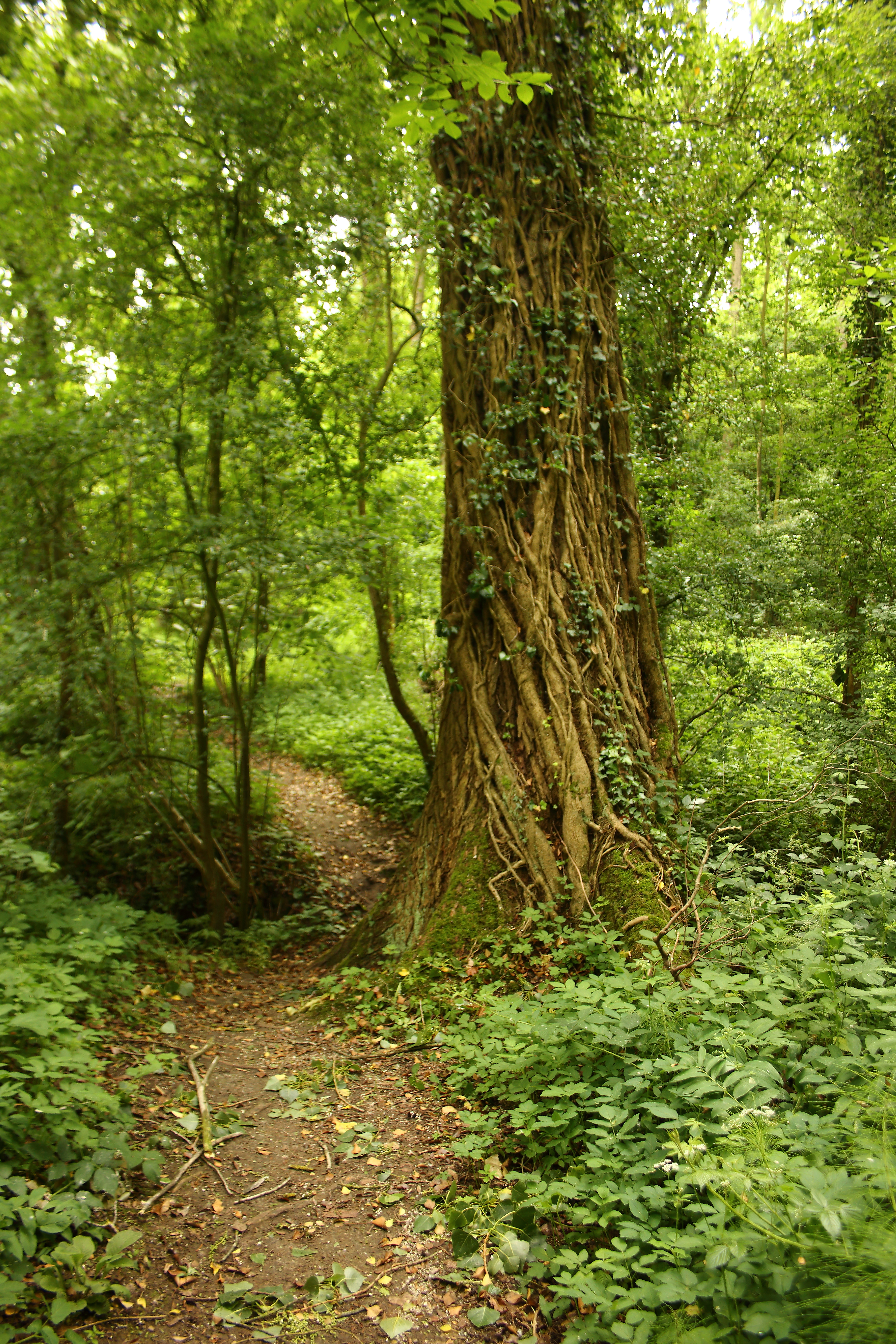
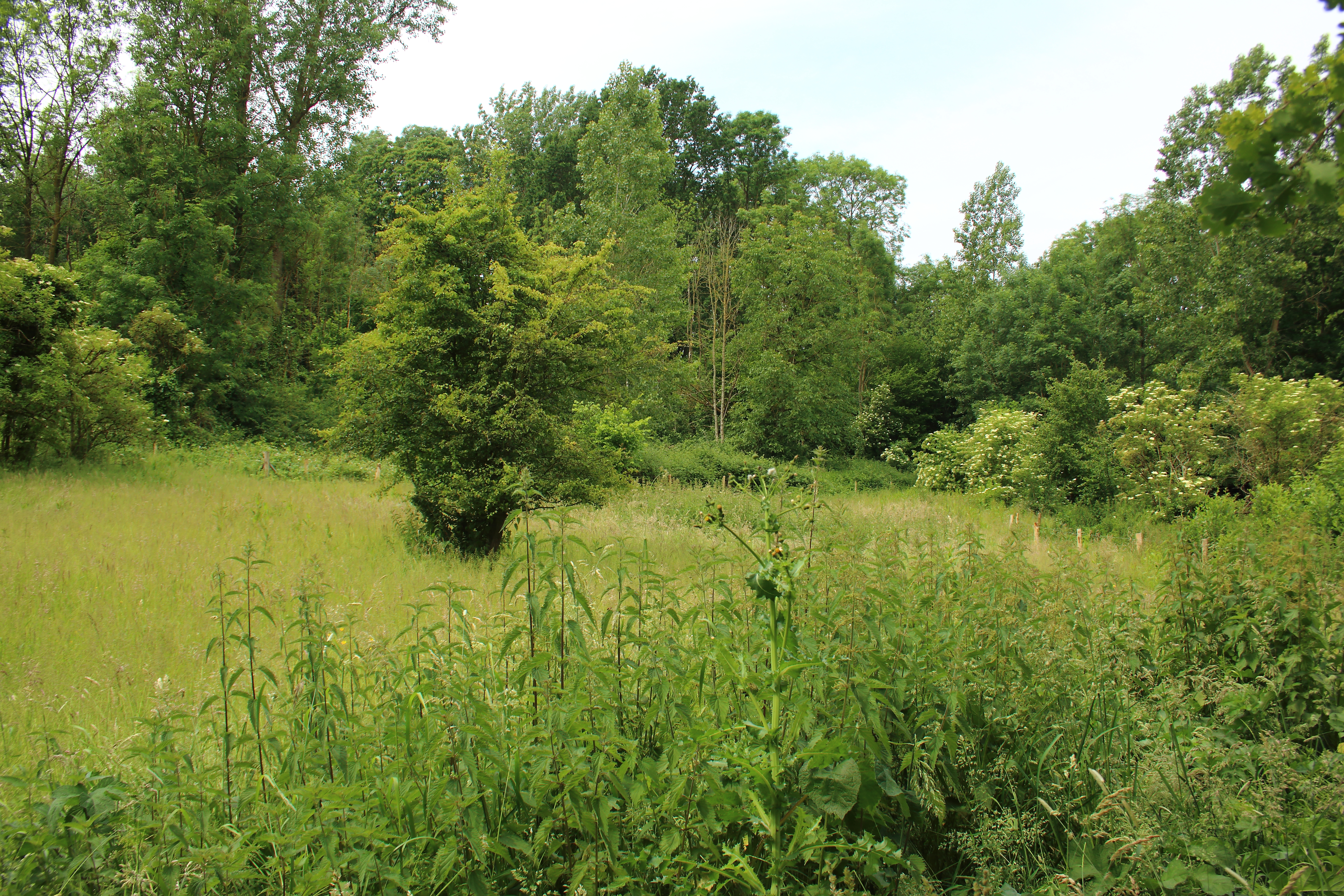